# 莱娅·博伊
莱娅·博伊（德語：Lea Boy，2000年1月24日—），德国女子游泳运动员，2019年世界游泳锦标赛混合团体5公里接力金牌得主、2022年世界游泳锦标赛混合团体6公里接力金牌得主和女子25公里公开水域游泳银牌得主。